# 木村優里
木村 優里（きむら ゆうり、2月15日 - ）は、日本のタレント。静岡県出身。株式会社ジャックポットに所属していたが、2017年6月以降、同社の公式サイトから名前が消え、ブログも削除されたことから消息不明。
趣味・特技は、読書・パソコン・ゲーム・スポーツ観戦・ピアノ・運転（国内B級ライセンス所持）。

## 出演

### 映画・映像
- 本当にデカップ 木村優里（デジタル・クライス、2008年）
- 都死怪談 いわく憑きの家（アネック、2009年） - 山田あすか役

### 舞台
- 101匹萌えタン（アクアス・エンターテインメント、2006年）

### テレビ番組
- プリティアンブレラ（テレビ埼玉、2009年）
- 発掘!あるある大事典II（関西テレビ、2004 - 2007年）
- LOVE中野五丁目（MandarayTV）
- 浪漫ハピハピ王国（MandarayTV、2008年）
- R-17（テレビ朝日、2001年）

### デジタル写真集
1. PURE STORY（SACエンターテインメント、2007年）
2. 大好きな気持ち♪

### ドラマCD
- ぼくたちと駐在さんの700日戦争 - テーマソング「遠距離のビタミン」を歌唱

## 作品

### イメージビデオ
1. 先生はGカップ（2011年7月29日、グラッソ）
2. G.G.LOVE（2011年12月4日、QH映像）